# 小行星7966
小行星7966（英語：7966 Richardbaum）是一颗围绕太阳公转的小行星。1996年2月18日，小林隆男在大泉町发现了此天体。
这颗小行星的绝对星等为160.77813等。